# Racket (miniserie televisiva)
Racket è una miniserie televisiva italiana del 1997.

## Trama
A Biella, i commercianti vengono taccheggiati dalla Sacra Corona Unita. Guido Gerosa, un ex poliziotto pugliese che gestisce un ristorante, vive insieme alla moglie e due figli. Quando in città arriva in soggiorno obbligato un boss della Sacra Corona Unita, Vincenzo Grumo, i commercianti della zona si ribellano al racket.
Il boss Grumo ricatta Gerosa che si trova a vivere un doppio conflitto, pubblico e privato, con il proprio passato. Infatti erano stati proprio i sicari del boss Rico De Bellis a massacrare la sua squadra di poliziotti negli anni addietro. Gerosa viene costretto a fare acquisti di olio e pesce da fornitori indicati da Grumo e successivamente ad ospitare un giovane latitante che violenterà sua figlia. I malavitosi uccidono il figlio piccolo di Gerosa  provocando l'allontanamento della moglie, disperata. Il poliziotto tuttavia non molla, impegnandosi a sconfiggere l'organizzazione criminale.

## Ascolti
| Puntata | Data           | Telespettatori | Share |
| ------- | -------------- | -------------- | ----- |
| 1       | 29 aprile 1997 |                |       |
| 2       | 6 maggio 1997  | 4.953.000      |       |
| 3       | 13 maggio 1997 | 4.950.000      |       |
| 4       | 20 maggio 1997 | 5.202.000      |       |
| 5       | 22 maggio 1997 | 5.761.000      |       |
| 6       | 27 maggio 1997 | 6.452.000      |       |